# Milena Duchková
Milena Duchková, född den 25 april 1952 i Prag, är en tjeckoslovakisk simhoppare.
Hon tog OS-silver i höga hopp i samband med de olympiska simhoppstävlingarna 1972 i München.